# Kloster Sainte-Anne-d’Auray
Das Kloster Sainte-Anne-d’Auray war von 1920 bis 1953 ein französisches Kloster der Trappistinnen in Sainte-Anne-d’Auray im Département Morbihan.

## Geschichte
Als 1903 in Frankreich die Auflösung der Klöster durch das Gesetz zur Trennung von Kirche und Staat drohte, gründete ein Teil der Trappistinnen von Kloster La Coudre als Zuflucht das Kloster Notre Dame de Bonne Garde in Blitterswijck bei Venray in den Niederlanden, musste es aber 1919 wegen Überschwemmungen aufgeben und wurde unter Beibehaltung des Namens 1920 vom Mutterkloster zur Neugründung nach Sainte-Anne-d’Auray geschickt, wo sich die Gemeinschaft bis 1953 halten konnte, dann aber zur neuerlichen Gründung (mit Namenswechsel) in das Kloster Campénéac übersiedelte.

### Äbtissinnen
- Marie du Sacré-Coeur Perney (1921–1938)
- Lutgarde Masson (1938–1941, 1942–1954)
- Gertrude Trébault (1941)
- Vincent de Paul Chapleau (1941–1942)